# Masacre de las bananeras
La masacre de las bananeras fue una matanza de los trabajadores de la empresa estadounidense de banano United Fruit Company a manos del Ejército Nacional de Colombia, que buscó proteger los intereses de la multinacional United Fruit Company (hoy Chiquita Brands International), bajo el mando de Carlos Cortés Vargas, que se produjo entre el 5 y el 6 de diciembre de 1928 en el municipio de Ciénaga, Magdalena. 
Un número indefinido (diversas fuentes indican números entre 13 y 2000) de trabajadores fueron masacrados después de que el gobierno del conservador Miguel Abadía Méndez decidió poner fin a una huelga de un mes organizada por el sindicato de los trabajadores que buscaban garantizar mejores condiciones de trabajo. El 28 de noviembre de ese año había estallado la huelga más grande de la historia colombiana. Más de 25 000 trabajadores de las plantaciones se negaron a cortar los bananos producidos por la United Fruit Company y por productores nacionales bajo contrato con la compañía. A pesar de tal presión, la United Fruit Company y los huelguistas no lograron llegar a un acuerdo, y el ejército intervino, acribillando a varios obreros e hiriendo a otros más, quienes estaban protestando pacíficamente. [cita requerida]

## Antecedentes
El guineo maduro (Plátano o banano) se originó en Asia y fue introducido a los trópicos americanos solamente después de 1492. La geografía de Ciénaga la hizo muy apta para la producción bananera. Sin embargo, a mediados del siglo el potencial de Ciénaga aún no había sido aprovechado. Casi nadie en los Estados Unidos de América o en los países europeos había visto y mucho menos probado bananos, y se consideraban una fruta exótica. Ciénaga era una población soñolienta, aislada del resto de Colombia y del mundo. Unas pocas familias con intereses mercantiles vivían en el pueblo. Poseían también propiedades rurales, pero la abolición de la esclavitud en 1851 había empobrecido las haciendas y muchas habían sido abandonadas. Intercaladas con las grandes propiedades, existían enormes extensiones de tierras baldías que nadie reclamaba. Unos pocos indígenas pescaban y cultivaban cosechas de subsistencia y unos pocos pueblos dispersos de colonos indígenas, negros y mulatos producían cosechas para alimentarse.
El estímulo inicial para la exportación de banano vino de las prominentes familias de Santa Marta. Con el desarrollo de la agricultura de exportación en otros lugares del país, trataron de romper su aislamiento. La llegada de una compañía francesa les ayudó.
A finales del siglo XIX y comienzos del XX, varias compañías extranjeras intervinieron en agricultura y en producción ganadera en la Costa Atlántica colombiana, especialmente en las regiones del río Sinú, Mompox y Santa Marta. Una de las primeras fue la Compagnie Immobilier et Agricole de Colombie que en la década de 1870 compró 20 000 hectáreas cerca de Santa Marta. Las élites locales aprovecharon la renovación de la actividad económica estimulada por la compañía: comenzaron a sembrar tabaco, cacao y caña de azúcar, que aquella exportaba. Al mismo tiempo hicieron esfuerzos para desarrollar una infraestructura que conectará Santa Marta con los mercados.
En 1881 un grupo de notables samarios obtuvo autorización para construir un ferrocarril de Santa Marta al río Magdalena, y en 1887 iniciar un plan para mejorar el puerto. Por el mismo tiempo se fundó la primera Sociedad de Agricultores y sus miembros comenzaron a experimentar con un nuevo producto, el banano Gros Michel, una variedad desconocida hasta alrededor de 1885, cuando José Manuel González importó las semillas de Panamá. Don José Manuel y un grupo de empresarios samarios establecieron la primera plantación de banano de Colombia, en Ciénaga. Los experimentos mostraban un potencial interesante: en 1889 Santa Marta exportó 5000 racimos, y tres años más tarde esta cifra subió a 45 000.
Aunque la iniciativa fue colombiana, los empresarios locales no podían desarrollar plenamente la industria bananera. La producción en gran escala para mercados internacionales requería enormes cantidades de capital, por fuera de la capacidad de cualquier individuo o compañía en Colombia a finales del siglo XIX. Debían construirse ferrocarriles para llevar los bananos al puerto, debían mejorarse los equipamientos de este, los barcos debían llegar a tiempo, y era necesaria una red bien coordinada de distribución en el país importador. Además, en la región árida de Santa Marta, los canales de riego eran una necesidad. Aparte de los altos requisitos de capital, el negocio del banano era arriesgado: cualquier plantación podía borrarse fácilmente por agotamiento del suelo, enfermedad del banano o huracanes. Estos factores favorecieron el desarrollo del banano por parte de una gran compañía con base en el efluente industrial de Estados Unidos y con amplias inversiones en muchas regiones.
El hombre que dirigía la United Fruit Company apareció primero en Colombia en 1890. Minor Keith había salido de los Estados Unidos para América Latina en la década de 1870, contratado por el gobierno de Costa Rica para la construcción de un ferrocarril.
Una vez terminado éste, Keith comenzó a producir banano como carga para que la línea ferroviaria fuera rentable. Pocos años más tarde extendió sus operaciones bananeras a Santa Marta en Colombia y a Bocas del Toro en Panamá. En 1892 adquirió 6100 hectáreas de terreno en Riofrío, con las cuales fundó la Colombian Land Company; al mismo tiempo compró la concesión del nuevo ferrocarril que se convirtió en la Compañía del Ferrocarril de Santa Marta (Santa Marta Railroad Company). En 1899 se unió con otros dos estadounidenses para crear la United Fruit Company, una empresa cuya sede comercial estaba situada en Boston, Massachusetts, Estados Unidos de América. Al tiempo de su creación, la compañía controlaba el ochenta por ciento de la industria bananera internacional. En el año de 1900, las exportaciones de Jamaica, Cuba, República Dominicana, Costa Rica, Panamá y Colombia sumaban doce millones de racimos.
Durante las primeras tres décadas del siglo XX, la industria del banano se expandió rápidamente. La United Fruit Company no solo desarrolló sus operaciones en los países mencionados, sino también en Guatemala y Honduras. Para 1930 poseía 1 383 485 hectáreas de terreno, de las cuales 76 612 estaban dedicadas al banano; habían construido 2434 kilómetros de ferrocarril, y poseía noventa barcos de vapor, conocidos como la «Gran Flota Blanca», que transportaban bananos a Norteamérica y Europa. Para coordinar su vasto imperio, la compañía había tendido 5 363 kilómetros de cables telegráficos y construido veinticuatro estaciones de radio, se había convertido en la más grande fuente de empleo en el Caribe, con una fuerza laboral de 150 000 personas. Las exportaciones de banano llegaron a los 65 millones de racimos al año.
El desarrollo del enclave colombiano fue apenas una pequeña parte de esta rápida expansión. En Colombia, como en otras partes, las plantaciones bananeras siguieron al ferrocarril. En 1911 el ferrocarril llegó a Aracataca y en 1920, con ciento treinta kilómetros, a Fundación, donde terminó. Al lado del ferrocarril se crearon nuevas plantaciones de banano, llegando a tener once kilómetros a cada lado de la vía. Algunos ramales conectaron cada plantación con la línea principal, y de ahí al muelle en Santa Marta y al mar. En la década de 1920 la zona bananera cubría buena parte de los municipios de Santa Marta, Ciénaga, Aracataca, Fundación y Pivijay. Las exportaciones de banano desde Santa Marta crecieron de 275 000 racimos en 1900 hasta 6,5 millones en 1915, y de ahí a 10,3 millones en 1929. En este año, Colombia era el tercer abastecedor mundial de banano, y este producto constituía el siete por ciento de las exportaciones colombianas.
El capital que la United Fruit Company invirtió en la zona bananera y las conexiones de mercadeo que estableció, abrieron nuevas oportunidades para algunos colombianos. La zona fue inundada por trabajadores del puerto, del ferrocarril y del campo, por pequeños agricultores, comerciantes, tenderos y agricultores ansiosos de producir banano. En alguna forma, estas personas se beneficiaron de la presencia de la United Fruit Company por la valorización del terreno, por el crecimiento de una economía monetaria, y por nuevas posibilidades de empleo y mercado. Al mismo tiempo el dominio de la United Fruit Company en la economía regional y su control de la vida política local frustró las ambiciones de muchos grupos.
Para entender la transformación social que acompañó la rápida expansión de la producción bananera y las tensiones ligadas a ella, se describirán a continuación cada uno de los principales grupos sociales y sus relaciones con la United Fruit Company. De este modo se clarificarán las frustraciones de obreros, campesinos, comerciantes y algunos bananeros colombianos, que hicieron erupción en la gran huelga de 1928.

### Los obreros

Trabajador de la United Fruit Company, 1913.

La United Fruit Company necesitaba obreros para construir los ferrocarriles y los canales de riego; para limpiar el terreno, sembrar el banano y recolectar la cosecha; y también para cargar los barcos. En los primeros años la mano de obra era escasa. La decisión de la United Fruit Company de ofrecer salarios altos, hasta el doble de lo pagado por los hacendados del interior, reflejó su necesidad de atraer fuerza laboral.
Tales incentivos fueron exitosos: durante las primeras tres décadas del siglo veinte, miles de personas llegaron a Santa Marta. Algunos de los primeros fueron soldados liberales de la guerra de los Mil Días, junto con sus generales, que se establecieron en la zona una vez terminada la guerra. Indígenas de La Guajira y de la Sierra Nevada de Santa Marta se sumaron a la fuerza obrera de las plantaciones. Más gente llegó del occidente, de los departamentos del Atlántico, y de Bolívar. Aunque la mayoría de los trabajadores eran de la Costa Atlántica Colombiana, una porción alta de mestizos del interior, en particular de los Santanderes. La United Fruit Company, se dice, mandó contratistas a reclutar este personal. Cultural y racialmente, los trabajadores de las bananeras constituían un grupo heterogéneo. Pero, en contraste con Centroamérica, donde la United Fruit Company importó grandes cantidades de negros del Caribe, más del 90 por ciento de la fuerza laboral de la zona era colombiana. El hecho que los trabajadores de las bananeras de Santa Marta hablaran un mismo idioma, tuvieran una misma religión y, a pesar de las diferencias regionales, se reconocieran como colombianos, mejoró su habilidad de organizarse contra la compañía en 1928.
Por medio de la inmigración, la población de trabajadores creció desde aproximadamente 5000 en 1910 a más de 25 000 en 1925. La gran mayoría trabajaba por un salario monetario. De esta manera, el crecimiento de la economía bananera dio auge a un grupo que no había existido antes en la región: un proletariado rural sin tierra. Muchos de los propietarios rurales de Santa Marta no trabajaban permanentemente en una sola finca. Solo algunos permanecen durante largos períodos de tiempo, y otros tendían a moverse de plantación en plantación, trabajando una semana para la United Fruit Company y la siguiente para uno u otro de los cultivadores colombianos. Tales movimientos reflejaban la demanda fluctuante de trabajo inherente a la economía bananera; la fruta no se cortaba todos los días,  y los empacadores y estibadores se necesitaban solamente cuando los barcos estaban en puerto. Algunos trabajadores también tomaron parte en migraciones interregionales. No era extraño que algunos salieran hacia el occidente de la Costa Atlántica para cosechar algodón o caña de azúcar, o se engancharan por algún tiempo en los campos petroleros de Barrancabermeja, cientos de kilómetros al sur.
Para la United Fruit Company esto hacía difícil retener a sus trabajadores, particularmente en los primeros años de escasez laboral. El sistema que la compañía desarrolló para conseguir sus objetivos se basaba en el trabajo a destajo. En lugar de pagar salarios por hora o por día, la United Fruit Company pagaba por trabajo cumplido. Por limpiar terreno y desherbar, se pagaba a los grupos de trabajo por unidad de terreno, por la cabuya (algo mayor que la hectárea). Los trabajadores generalmente laboraban de las seis a las once de la mañana y de la una a las seis de la tarde; eran supervisados por capataces de la United Fruit Company y por listeros. Durante los períodos intensos del corte del banano, grupos de obreros asumían trabajos especializados: los puyeros cortaban la fruta; los coleros cargaban los racimos al borde de los campos; y los carreros los apilaban sobre góndolas que las mulas llevaban hasta las estaciones. Allí los cargadores subían el banano a los vagones que lo llevaban directamente al puerto. Un tercer grupo de obreros cuidaba la irrigación, trabajando en turnos las veinticuatro horas.
El sistema de trabajo a destajo funcionó bien para la compañía y parece que agradaba a los obreros. Aunque era inseguro, les daba la libertad de manejar su propio tiempo y sus procesos laborales. Lo que no les gustaba eran las prácticas de contratación de la compañía. En lugar de contratar directamente a sus trabajadores, utilizaba contratistas colombianos (ajusteros), que acordaban el trabajo a realizar y reclutaban los trabajadores para hacerlos. La United Fruit Company estipulaba:
| (...)Todos los detalles del trabajo serán de cargo del contratista, y ni el contratista ni sus empleados son empleados de la United Fruit Company. —Derecho laboral agrario. Rafael Ballén Rodríguez. Quito Editores. (1991). p. 230. |

Así se dio una situación extraña: la United Fruit Company producía millones de bananos cada año, pero sostenía que no tenía trabajadores. El sistema de contratos le sirvió a la compañía: los problemas del reclutamiento y las relaciones laborales se dejaron en manos de unos pocos empresarios colombianos. Pero los trabajadores no estaban tan satisfechos. El sistema conducía a su explotación. Una comisión del gobierno reportó que a los contratistas a veces «les sisan o merman sus salarios». Más importante aún, la United Fruit Company utilizó los contratos para evadir la legislación laboral colombiana.
Cuando después de 1915 el gobierno comenzó a promulgar leyes regulando las condiciones de trabajo, la United Fruit Company rehusó extender los beneficios a los trabajadores en las plantaciones porque, según ella, quienes trabajan en los campos bananeros no son empleados suyos. Uno de los objetivos principales de la huelga de 1928 fue que la United Fruit Company reconociera a sus obreros.
Tal como señalaba la United Fruit Company, los salarios de los obreros de las bananeras eran altos para el momento; desde alrededor de cincuenta centavos por día en 1908, subieron hasta ochenta centavos a un peso y veinte centavos diarios, y a veces hasta un peso y medio por día en los años de 1920.
Aunque la compañía puede haber pagado un buen jornal, la mayoría no encontraba trabajo para todos los días. Además, aunque se suponía que la compañía debía pagarle a sus obreros quincenalmente, a veces había demoras. Los obreros tendían a estar cortos de dinero y a solicitar avances que la compañía distribuía por medio de vales redimibles en almacenes de la compañía.
Se desarrolló un sistema por el cual la mayoría de los contratistas pagaba a sus obreros en parte en vales al iniciar un trabajo, y el resto en efectivo al final. Los trabajadores podían cambiar sus vales por efectivo con tenderos locales, pero éstos descontaban entre el diez y el treinta por ciento. Si un obrero dejaba su trabajo antes de completarlo, la United Fruit Company le retenía el cuarenta por ciento del salario que le debía. El sistema de avances y descuentos pretendía retener a los trabajadores en las plantaciones. Pero muchos obreros se endeudaban con la compañía, y el valor real de sus salarios disminuía.
En 1928 los trabajadores demandarían que la compañía les pagara cada siete días y en efectivo. El ingreso de los trabajadores de las bananeras se reducía con un descuento del dos por ciento para servicios hospitalarios. Se necesitaba urgentemente servicio médico. Una comisión gubernamental reportó:
| El estado sanitario de la zona es de lo más deplorable que tiene el país… Además de la endemia propia de nuestras tierras calientes, el paludismo, se presenta en esa región, con caracteres de la más alta morbosidad, la anemia tropical, la tuberculosis, el parasitismo intestinal de toda especie, la gastroenteritis infantil, y las enfermedades venéreas… A los trabajadores se les llama “mozos” en la región, y en verdad que muy pocos llegan a la vejez. |

La United Fruit Company se ufanaba de sus aportes a la investigación antimalaria y de su hospitalidad en Santa Marta. Lo que molestaba a los trabajadores eran las contradicciones y prácticas discriminatorias de la compañía. Los contratos decían que los obreros no eran empleados de la United Fruit Company y, sin embargo, la compañía les descontaba un dos por ciento de sus salarios para salud. A pesar de estos pagos, los trabajadores enfermos o que sufrían accidentes de trabajo muchas veces no podían llegar al hospital. Cuando lo hacían les recetaba quinina y sulfato de magnesio, sin importar cuál fuera el problema, y se les enviaba a casa.
| En cambio, cuando enfermaba algún empleado de confianza de la compañía, no solo tenía médico a donde ir sino que los remedios los pedían por teléfono a Santa Marta. |

En 1928 los trabajadores pedirán la construcción de hospitales en toda la zona y la compensación por accidentes de trabajo. A los trabajadores también les preocupaba la vivienda. La compañía alojaba a la mayoría de los obreros de las bananeras en campamentos de sus plantaciones. Estos «ranchos» eran insalubres y atestados. Un viejo habitante los describe así:
| Eran tambos montados en bloques de cemento con vigas de madera. Una ancha plataforma servía de dormitorio: las camas eran esteras de hojas de guineo. Por cierto que se mantenían invadidas por los chinches, que casi nunca dejaban al obrero conciliar el sueño. |

Hasta siete personas dormían en un solo cuarto de tres por tres metros, colgando sus hamacas unas encima de otras. Los campamentos no tenían ventilación, agua potable, duchas o retretes. La United Fruit Company sostenía que el albergue que suministraba no era inferior al de la vivienda rural en otras partes de Colombia. Esto era cierto, pero los obreros esperaban algo mejor. Su sentido de la injusticia aumentaba con el contraste entre sus propios ranchos y las viviendas cómodas con jardines y canchas de tenis de los administradores de la compañía. Al llegar a la huelga en 1928, los obreros pidieron a la compañía que les suministrará mejores viviendas, en las que al menos no peligrara la salud.

## Los colonos
Aunque muchos emigrantes se convirtieron en proletarios rurales, otros no estaban tan ansiosos de trabajar por un salario. Escogieron, en cambio, convertirse en campesinos en las tierras baldías de la región. Reclamaron pequeñas áreas que por su distancia del tren, su falta de riego o sus tierras fértiles no habían sido incorporadas aún a las plantaciones de banano. Eran gente pobre pero independientes. El periodista Alberto Luna Cárdenas los describió en 1914:
| En algunos lugares… se levantaban ranchos, habitados por familias que vivían de la pesca y de la caza, y proveían de leña al ferrocarril […] Aquellas viviendas eran chozas miserables, construidas en palma de cuesco o babasú, sobre suelos de tierra húmeda, dentro de una corraleja de guadua o de otras astillas de madera, donde conviven el marrano de cerda ordinaria, las gallinas y los niños de cabeza anormal, estómagos protuberantes y piernas delgadas, minados por la malaria, junto al perro macilento y de mirada triste… Algunas matas de plátano, yuca, maíz y caña de azúcar, y rara vez árboles de cacao, revelaban la exuberancia de aquella tierra de promisión… |

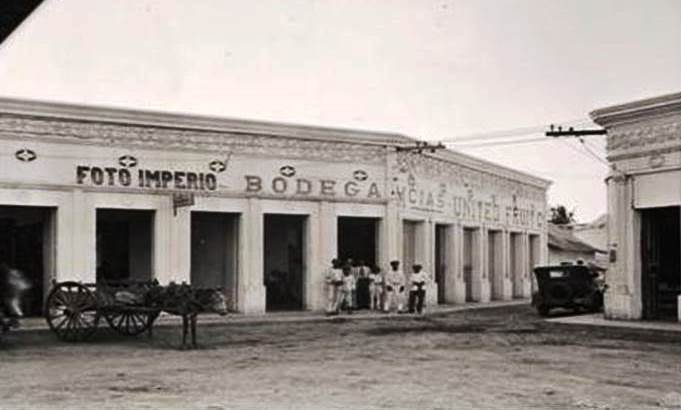
Comisariato de la United Fruit Company en Ciénaga, Magdalena.

Mientras en los primeros años los colonos producían lo necesario para su subsistencia, con el desarrollo de la economía bananera comenzaron a vender excedentes en el mercado regional creado por el gran flujo de gente. Fuera de suministrar alimentos, llenaron otro papel económico vital para la economía de exportación: proporcionaron a las plantaciones trabajo de reserva barato. Las cuadrillas contratadas por la United Fruit Company frecuentemente incluían a miembros de familias campesinas así como de obreros sin tierra.
En esta forma, el nacimiento de la economía bananera, que dio auge al proletariado rural, también estimuló el crecimiento de un campesinado independiente y orientado hacia el mercado. En la superficie, la economía de exportación y la economía campesina se apoyaban mutuamente: los campesinos alimentaban a los obreros de las bananeras y ocasionalmente trabajaban en las plantaciones; al mismo tiempo, el crecimiento de la economía bananera le dio a los campesinos mayor espacio para la actividad comercial.
Sin embargo, había tensiones constantes entre la United Fruit Company y los campesinos. La principal era por el control de la tierra. El advenimiento de la United Fruit Company estimuló un alza en los precios de la propiedad: para 1925 la tierra bananera se vendía entre 400 y 500 pesos la hectárea. Al mismo tiempo hubo un incremento dramático en las transacciones de finca raíz. Algunas de las viejas familias pudientes de Santa Marta desenterraron títulos coloniales de inmensas extensiones de terreno que vendían a la United Fruit Company. Otros empresarios locales solicitaron concesiones gubernamentales de tierras o simplemente fabricaron nuevos documentos de propiedad. Tal actividad especulativa rindió sus frutos en ventas provechosas a la United Fruit Company o a colombianos deseosos de formar sus propias plantaciones de «oro verde». Por medio de compra la United Fruit Company consolidó gradualmente 41 plantaciones de 60 000 hectáreas. Mientras tanto, los colombianos formaron más de 350 plantaciones de banano más pequeñas así como ganaderías.
De esta manera la economía bananera trajo una apropiación masiva de tierras baldías. Los límites de muchas propiedades no eran claros y muchos dueños continuaron agrandando ilegalmente sus tenencias corriendo sus linderos sobre tierras baldías. Por los años veinte la propiedad se había convertido en una maraña de reclamos conflictivos: el gobierno mantenía que todavía existían  90.000 hectáreas de tierras baldías en la zona, mientras la United Fruit Company y los agricultores colombianos insistían en que todo era ya propiedad privada. Lo que sí es cierto es que buena parte del territorio del que repentinamente se decía que era privado después de 1900, localmente se conocía como tierra baldía y estaba ya ocupada por campesinos.
En los años después de 1905, muchos campesinos encontraron que sus títulos eran demandados por la United Fruit Company. A medida que la construcción de líneas ferroviarias y canales de riego traía tierra nueva a la economía bananera, la United Fruit Company y los colonos entraron en confrontación directa. Un agente de la compañía informaba a un grupo de campesinos que el terreno colonizado era propiedad privada y que si no abandonaron inmediatamente sus campos serían desalojados. Algunos, ante la posibilidad de perderlo todo, vendían a precio reducido. Con aquellos que se negaban, la compañía utilizaba la fuerza: desalojaba a los campesinos, entraba ganado a sus cosechas, quemaba sus chozas y encarcelaba a sus voceros.
Muchos campesinos no aceptaron pasivamente la pérdida de sus tierras. Familias de agricultores amenazadas con la expropiación entre los años 1907 y 1930 dirigieron multitud de peticiones a las autoridades de Bogotá, describiendo sus situaciones y solicitando su protección. Colombia tenía leyes de colonización que protegían a los colonos de tierras baldías, a las cuales ellos apelaban (Ley 61 de 1874 y 48 de 1882). Aun cuando fueran desalojados, muchos colonos rehusaron reconocer la legalidad de tales acciones, y algunos trataron de defenderse en los tribunales.
Por lo general los campesinos no tuvieron éxito en su lucha por defender su tierra. El gobierno nacional tenía poca influencia sobre las autoridades locales, que condescendía con la United Fruit Company. Sin embargo, la resistencia de los colonos tuvo efectos a largo plazo. Convenció a mucha gente de que las reclamaciones de terreno de la United Fruit Company eran fraudulentas, que las plantaciones de banano eran en realidad tierras baldías usurpadas de forma violenta e ilegal. Además, el hecho que la compañía guardara más de la mitad de su propiedad como reserva, sin hacer ningún uso económico de ella, parecía a muchos una violación del principio elemental de justicia incorporado en la legislación colombiana desde la época colonial de que el derecho de propiedad depende de su utilización. El destino de aquellos colonos que perdieron sus tierras es oscuro. Es posible que algunos se hayan trasladado al interior para unirse a otros grupos de colonos en la apertura de nuevos terrenos. Muchos, sin los recursos para empezar de nuevo, se unieron al proletariado rural del banano.
Aun aquellos que lograron mantenerse en sus tierras no eran invulnerables a la expansiva economía bananera. Los canales que construyó la United Fruit Company rodeaban algunas comunidades de campesinos, aislándolos de los mercados locales. Además, al cambiar los cauces de los ríos para riego, la compañía agravó los problemas de sequía en las tierras sin riego, y de inundaciones durante la época de lluvias. Varias colonizaciones fueron totalmente eliminadas por los canales de la compañía.
El proceso de cambio produjo una relación cercana entre los campesinos y los trabajadores asalariados. Ambos habían llegado recientemente a la zona. Algunos campesinos eran trabajadores asalariados que habían ahorrado lo suficiente para iniciar una ocupación mientras algunos asalariados eran campesinos desposeídos de sus tierras. Sin embargo, mucha gente rural de Santa Marta rehusaba identificarse como uno u otro. Más bien buscando incrementar su seguridad y su ingreso, adoptaron estrategias que, al pasar del tiempo, incluían ambos papeles. Los trabajadores de las bananeras muchas veces expresaron su deseo de establecerse en la zona convirtiéndose en cultivadores de tierras baldías. En un área de alimentación costosa e inflación opresora, ser colono representaba no solamente la seguridad de subsistencia, sino también una oportunidad de mejoramiento económico. Al mismo tiempo muchas familias de colonos enviaban a sus familiares a trabajar para la United Fruit Company, con el fin de reclamar los beneficios asignados a los trabajadores de la compañía: herramientas agrícolas, pasajes reducidos en el ferrocarril y acceso a los almacenes y hospitales de la compañía. Esta relación fluida y traslapada entre colonos y asalariados creó las bases para la comprensión y apoyo mutuos. Como se verá, en 1928 los colonos se unieron a los obreros de las plantaciones en la gran huelga contra la compañía.

### Los comerciantes
Mientras el negocio bananero crecía, y con él la población, los pueblos más viejos de la región se transformaron: Santa Marta y Ciénaga se convirtieron en ciudades sofisticadas con hoteles de estilo europeo, luz eléctrica, bancos y muchas pequeñas fábricas manufactureras. En un informe oficial se hablaba de tres fábricas de hielo, tres de jabón, una de harina, una de licores, una de cerveza, una de cigarrillos y dos de pastas.
Al lado del ferrocarril aparecieron nuevas poblaciones: Riofrío, Orihueca, Guacamayal, Ciudad Perdida, El Retén, Aracataca. Alberto Luna Cárdenas describió a Aracataca en 1914, dos años después de que pasara el ferrocarril por ella:
| Aracataca era todavía un poblado en formación, con muy pocas casas, construidas de tablas aserradas y techumbres de zinc; la generalidad eran ranchos de caña brava o mapora parada, cubiertos de palma, todos ellos de apariencia provisional, como de emergencia, para alojar a una humanidad nómada, pobre pueblo de aluvión; con una iglesia destartalada que más parecía en ruinas que en construcción. La campana para llamar a los feligreses a oración consistía en una yarda de riel, cortada en los talleres del ferrocarril y colgada, junto con el badajo, del trono de un totumo viejo que se había muerto de sed. |

En las poblaciones nuevas la primera edificación pública era la iglesia, pero los sacerdotes escaseaban y la autoridad religiosa era débil. Después de la iglesia venían la plaza de mercado, el matadero, la inspección de policía y el salón de cine. Cada caserío tenía avidez por un salón de cine; la población estaba embrujada por la magia del cine. La educación formal, sin embargo, era casi inexistente. Había pocos colegios en la zona; la United Fruit Company no los suministró sino después de 1930.

El transcurrir de la vida en los pueblos giraba alrededor de la economía bananera. El día de pago los pueblos vivían, mientras miles de trabajadores buscaban descanso del trabajo duro y del aislamiento de las plantaciones. Las poblaciones proporcionaban diversiones: baile, licor, juego y burdeles. En Aracataca, Alberto Luna Cárdenas encontró:
«estancos para abastecerse de ron blanco… y grandes ranchos para los bailes comunales de los sábados…, festivales con carnaval y tahúres y vendedores de específicos, yerbateros y traficantes de semillas y huesos milagrosos».
Y un trabajador recordaba:
«En el pueblo [nos] esperaban las cantinas y los juegos de boliche, lotería, baccarat, lo mismo que prostíbulos de italianos, sirios, palestinos y criollos».
En los pueblos vivían los comerciantes de la zona que vendían ron blanco, alimentos, herramientas y ropa. Había cuatro o cinco tenderos en cada población y muchos más en Santa Marta y Ciénaga. Su prosperidad dependía de las ventas hechas a los trabajadores de las bananeras. Encontrando competencia directa de la United Fruit Company, se volvieron en su contra, y algunos se convirtieron en fuertes partidarios de la gran huelga de 1928.
Los tenderos y comerciantes de la zona disentían de los almacenes de la United Fruit Company. Surtidos de mercancías importadas que traían los barcos bananeros en sus viajes de regreso, abastecen a los trabajadores a cambio de los vales emitidos por la compañía. Ésta también poseía varias haciendas de ganado que aprovisionaban a los comisariatos con carne fresca. En la década de 1920, los almacenes de la United Fruit Company vendían hasta un veinte por ciento más barato que los tenderos locales. Manteniendo los precios bajos, la compañía esperaba mantener bajos los salarios en un período de inflación general.
Los comerciantes revelaban los precios bajos de la United Fruit Company y el pago a sus trabajadores con vales que podían ser utilizados únicamente en sus almacenes. Los comerciantes que criticaban más fuertemente a la United Fruit Company eran los de Ciénaga, que ya había sido centro de comercio antes del auge bananero, y los comerciantes de importación y exportación de Barranquilla, que abastecen los almacenes de Ciénaga. El comercio de Barranquilla se exasperó más cuando los barcos de la «Gran Flota Blanca» comenzaron a parar allí para negociar la carga que traían de ultra mar.
Los comerciantes no vacilaron en explotar a los obreros de las bananeras: les cobraban precios altos y tomaban descuentos usureros sobre sus vales, mientras las casas de juego contratan matones para robarles sus ganancias a los trabajadores con suerte. Aun así, la prosperidad de los comerciantes dependía de la de los trabajadores y ambos grupos tenían motivos de queja contra la compañía y de acabar con el sistema de vales entraría en el pliego de peticiones de los trabajadores. En compensación, los comerciantes de la zona apoyaron de todo corazón la huelga.

### Los cultivadores nacionales
Un cuarto grupo económico importante era el de los cultivadores colombianos de banano. A lo largo del principio del siglo XX, los cultivadores colombianos produjeron más de la mitad de la fruta exportada por la United Fruit Company desde Santa Marta. Durante la década de 1920 poseían 35.000 hectáreas de campos bananeros, contribuyendo con el 57% de las exportaciones. La mayoría de los cultivadores tenía raíces en la región, aunque el auge había atraído inversionistas de todo el país.
Los cultivadores se beneficiaron de las conexiones que la United Fruit Company estableció con los mercados internacionales, pero se irritaba con su posición de monopolio. Los colombianos dependían de la compañía para crédito, riego y mercadeo de su producto. El monopolio de la compañía sobre estos factores le permitía manipular los precios del banano, e imponer condiciones que los cultivadores nativos sabían hostiles a sus intereses.
Para obtener préstamos y vender sus bananos, los cultivadores tenían que firmar contratos de cinco años con la compañía. Los términos de tales contratos eran señalados unilateralmente por la United Fruit Company, cuyo interés era excluir a compañías bananeras competidoras, ajustar el suministro local a la demanda internacional y asegurar su propia posición contra cambios en el medio económico. Por lo tanto, los contratos estipulaban que por un precio fijo (sesenta centavos por racimo desde 1913 hasta 1930), el cultivador se comprometía a vender todo su banano a la compañía. El productor tenía que cortar y entregar la fruta al ferrocarril en los días asignados por la compañía y absorber cualquier incremento en el costo que resultara de nuevos impuestos. Al mismo tiempo, la compañía se exime de cualquier responsabilidad de comprar banano en caso de guerra, huelga o desastre natural que pudieran interferir con el mercado.
Los cultivadores sabían que en un mercado competitivo lograrían mayores precios; también se sentían agraviados por tener que asumir todos los riesgos. Pero lo que más los enfurecía era la negativa de la compañía a recibirles siquiera una tercera parte de su cosecha bananera. A los cultivadores se les obligaba a cortar varias veces a la semana, y por contrato la fruta pertenecía a la compañía desde que se bajaba de la mata; sin embargo, la compañía se reservaba el derecho de rechazar sin pago cualquier banano que no fuera de «calidad de exportación». En realidad, la compañía utilizaba esta condición en forma arbitraria para regular el suministro y para recompensar o castigar a los cultivadores locales. Con el rechazo, que ya había generado gastos al cortar, los cultivadores podían hacer muy poco: venderlo a un precio muy bajo por la Costa Atlántica, en un mercado interno pequeño —alrededor de Santa Marta las clases populares se negaban a comer bananos, a los cuales llamaban peyorativamente «cayeyes», un término también utilizado para insultarse—. La alternativa era dar el banano sobrante a los cerdos o dejarlo al lado del ferrocarril para que se pudriera a la vista de todo el mundo.
Como resultado de estos problemas, la mayor ambición de los cultivadores era independizarse más de la United Fruit Company. Buscaron esto estimulando a otras compañías bananeras para establecer servicio de barcos de vapor a Santa Marta. En 1912 los cultivadores trataron de abrir canales alternos de mercadeo por medio de un competidor estadounidense de la United Fruit Company, y lo mismo hicieron en 1918 y 1922.
Las luchas de los cultivadores por liberarse del monopolio de la United Fruit Company fracasaron. Las razones eran de dos clases: la oposición decidida de la compañía a cualquier intromisión en sus dominios, y las divisiones entre los cultivadores mismos. La United Fruit Company utilizó una variedad de tácticas para mantener por fuera a sus rivales. Ejerció presión sobre los cultivadores que trataban de vender banano en otra parte, cerrándose el agua de riego y los préstamos. Al mismo tiempo asumió acciones legales contra compañías rivales por la violación de contratos legales de adquisición. Mientras se decidían los casos, la United Fruit Company embargaba la fruta en disputa; esto generalmente quebraba a la compañía rival, pues el banano se pudre casi inmediatamente.
Para que los cultivadores no la abandonaran en masa, la United Fruit Company hizo que sus contratos se renovaran en épocas distintas. Tales precauciones probablemente no eran necesarias, pues los cultivadores estaban divididos entre sí casi tan vehementemente como estaban en contra de la compañía. Peleaban sobre el agua, los límites y el acceso al patrocinio de la compañía. Aparte de los antagonismos personales, estaban divididos por diferencias de clase, regionalismo y política. Los más ricos y poderosos descendían de las viejas familias aristocráticas de Santa Marta, mezclados con unos pocos comerciantes de Barranquilla. Estas incluían las familias Dávila, Goenaga, Campo Serrano, Díaz Granados, Salcedo Ramón, Risco, Bermúdez, Foliaco, Noguera, Fergusson y Vengoechea. Eran principalmente de extracción española, políticamente conservadores, dueños de grandes plantaciones de banano, haciendas ganaderas y unas pocas fincas cafeteras en la Sierra Nevada de Santa Marta.
Muchos de estos terratenientes desarrollaron una relación casi simbiótica y mutuamente provechosa con la United Fruit Company. Vendieron tierras a la compañía, en retribución recibieron los préstamos más jugosos y los contratos más ventajosos, y sus parientes recibían trabajos con sueldos altos en la compañía. Además de sus actividades económicas, estas familias ocupaban importantes puestos políticos en el departamento del Magdalena; eran gobernadores, secretarios departamentales y jueces. Trataban bien a la compañía y, a cambio de favores políticos ésta les daba un trato preferencial.
Si bien los cultivadores de Santa Marta eran más poderosos y visibles, eran una minoría. En Ciénaga y Aracataca vivían cientos de pequeños cultivadores, muchos de los cuales sembraban menos de cincuenta hectáreas de banano. Casi siempre mulatos y mestizos, y liberales en política, se enojaron con la dominación política de Santa Marta y con lo que parecía una alianza entre los ricos conservadores y la United Fruit Company. Estos liberales, pequeños cultivadores de banano, eran particularmente constantes en su oposición a la compañía. Sus líderes eran dos grandes comerciantes cienagueros, cultivadores de banano: Juan Bautista Calderón y Julio Charris.
La relación entre los cultivadores de banano y los trabajadores de la zona era ambivalente. Tal como la United Fruit Company, ellos robaron las tierras a los campesinos y aprovecharon el trabajo duro de los obreros, utilizando a los mismos contratistas que la compañía. La mayoría de los observadores estaban de acuerdo en que los salarios y las condiciones de vida eran peores en las plantaciones de colombianos que en las de la United Fruit Company. Al mismo tiempo, tanto los cultivadores como los trabajadores sentían que eran explotados por la United Fruit Company: de aquí surgió una especie de mutua identificación. La lógica económica de la United Fruit Company —limitar el abastecimiento para mantener alto el precio mundial del banano— resultó un desperdicio de recursos nacionales.
Miles de hectáreas de tierra inutilizada, miles de racimos de banano pudriéndose al lado de los rieles ferroviarios reforzaban entre los colombianos de la zona un sentimiento de injusticia. Factor adicional que unía a los trabajadores y a algunos de los cultivadores era su identificación como miembros del partido liberal. Esto era particularmente cierto en Ciénaga y en Aracataca, donde la mayoría de comerciantes y cultivadores vivían en las cabeceras municipales y mantenían contacto cotidiano con los campesinos y con los trabajadores.

### Años 1920
Toda la población de la zona bananera tenía motivos de queja contra United Fruit Company. Sin embargo la huelga estalló debido a que en primer lugar, los cultivadores colombianos se volvieron más impetuosamente contra la compañía. En los años 1920 la inflación comenzó a mermar las ganancias de los cultivadores, aunque el volumen creciente de exportaciones las compensaba en parte. Las utilidades de la expansión bananera fueron distribuidas en forma desigual. Los cultivadores de Santa Marta sacaban provecho, mientras los pequeños cultivadores de Ciénaga y Aracataca eran golpeados por los precios que subían, la falta de crédito y la competencia de los grandes cultivadores.
A comienzos de los veinte, apelaron al gobierno nacional. Mientras los cultivadores habían tratado enfrentarse a la dominación de la United Fruit Company relacionándose con otras compañías de exportación, otros trataron de buscar la intervención directa del gobierno. Éste podía ayudar a la industria colombiana bananera a ganar su independencia rompiéndole a la United Fruit Company sus monopolios sobre el ferrocarril, el riego y el crédito. El hecho que la concesión sobre el ferrocarril cedida durante el gobierno de Rafael Reyes Prieto a la United Fruit Company estuviera próxima a expirar, revivió las esperanzas de los cultivadores. Mientras tanto, un grupo asesor estadounidense, la misión Kemmerer, apremió al gobierno colombiano para que gravara las exportaciones de banano.
En Santa Marta y en Bogotá se habló de nacionalizar los canales de riego y los ferrocarriles dominados por la United Fruit Company, de imponer un impuesto de exportación y crear vías alternas de crédito que permitiera a los colombianos romper sus contratos con la compañía. En el fondo de tales iniciativas había un nacionalismo incipiente que, al mismo tiempo que le abría los brazos a la inversión extranjera, quería utilizarla para propósitos colombianos.
En 1923 el gobierno dio un primer paso: creó una Comisión de Baldíos especial en la zona bananera. El propósito de la Comisión de Baldíos (un director, un topógrafo y varios policías) era proteger toda tierra baldía contra su usurpación, con el objetivo de crear allí una asociación nacional de productores de banano. La comisión debería también hacer cumplir las leyes de tierras y de aguas.
La comisión tuvo dificultades para su trabajo: se enfrentaba tanto con la United Fruit Company como con los cultivadores locales, que insistían en sembrar banano dentro de las reservas nacionales y se negaban a obedecer las órdenes de la comisión. En mayo de 1928 ocurrió una violenta confrontación entre agentes de la United Fruit Company y la Comisión de Baldíos. Ésta ordenó a la compañía dejar de cambiar el cauce del río Tucurinca para sus riegos y, cuando la comisión trató de deshacer los diques, la policía municipal encarceló a los representantes del gobierno nacional, en obediencia a las órdenes dadas por la United Fruit Company.
La presencia de la comisión tuvo varios importantes efectos. Limita artificialmente el terreno disponible en la zona, no solamente para la United Fruit Company, sino para los cultivadores colombianos y los colonos, restringiendo así las posibilidades de movilidad social. La competencia entre ellos se intensificó, y los más pequeños y menos influyentes cultivadores salieron perdiendo. Al mismo tiempo, los hallazgos de la comisión apoyaban la pretensión de los colonos de que la tierra usurpada por la United Fruit Company pertenecía a la nación, y el desafío, por parte de la United Fruit Company, a lo reglamentado por la comisión, ponía en claro el ostensible desprecio de la compañía hacia las autoridades colombianas.
El gobierno tomó otras medidas. En 1924, los cultivadores solicitaron que una sucursal del nuevo Banco Agrícola Hipotecario fuera abierta en Santa Marta para suministrar una fuente alterna de crédito. Y en 1925 la Corte Suprema de Justicia ordenó a la United Fruit Company devolver el ferrocarril al gobierno colombiano. La United Fruit Company opuso resistencia a estas medidas, que no entraron en vigor sino después de 1930. El que la primera tentativa gubernamental en la zona no tuviera efecto contribuyó a la visión de que la United Fruit Company actuaba como un «estado profundo».
En los años anteriores a la huelga, la hostilidad entre la United Fruit Company, por un lado, y el gobierno colombiano y los cultivadores colombianos, por el otro, llegó a su cima. Un desastre natural precipitó la crisis: en 1927, un huracán destruyó 13 millones de matas de banano cerca de Sevilla (Magdalena), causando seis millones de pesos en pérdidas a las plantaciones de banano colombianas. Los cultivadores solicitaron préstamos de emergencia para rehacer sus propiedades y la United Fruit Company los negó, lo que enfureció a los cultivadores y, por primera vez, los unió. Acudieron al gobierno para que nacionalizara inmediatamente los ferrocarriles y canales de riego de la compañía. Mientras tanto, Juan B. Calderón y Julio Charris fundaron una Cooperativa de Productores Colombianos de Banano en Ciénaga, y a comienzos de 1928 establecieron acuerdos de mercadeo con el mayor competidor de la United Fruit Company: la Cuyamel Fruit Company.
Mientras aumentaba la hostilidad de los cultivadores hacia la compañía, se resquebrajaba la autoridad política establecida y se encendían las lealtades partidistas liberales y conservadoras. Al final de los años veinte llegó al poder un nuevo gobernador conservador, Juan B. Cordomane. Asumió una posición a favor del nacionalismo económico y de la intervención del Estado en la economía bananera. La crítica abierta a la United Fruit Company por parte de Cordoma dividió a los conservadores. A la larga, Cordone fue destituido para ser reemplazado por un personaje ajeno a la región, José M. Núñez Roca, quien a nadie gustaba y contra quien se tornaron todos los conservadores de la sección. Se ha sugerido que algunos importantes cultivadores apoyaron la idea de una huelga con la esperanza de tumbar al nuevo gobernador, y mientras los conservadores se dividían, los liberales de Ciénaga y Aracataca se unieron, en parte como respuesta al fracaso en 1928 de la nueva Cooperativa de Productores Colombianos de Banano, destruida por otro embargo más de la United Fruit Company. Los liberales culpaban a la United Fruit Company y al gobierno conservador por sus dificultades.
En 1929, los liberales en Ciénaga hablaron de separase de Magdalena y establecer un departamento aparte. Al mismo tiempo fomentaron la huelga contra la compañía, viéndola como una revuelta liberal que podría tumbar a los conservadores. Así, el período inmediatamente anterior a la huelga fue de agitación política en la zona. La hostilidad hacia la United Fruit Company por parte de algunos cultivadores se contagió a sus trabajadores. Un observador decía:
| Me da la impresión de que [los productores criollos] incitan a los obreros con sus francas declaraciones de disgusto. |

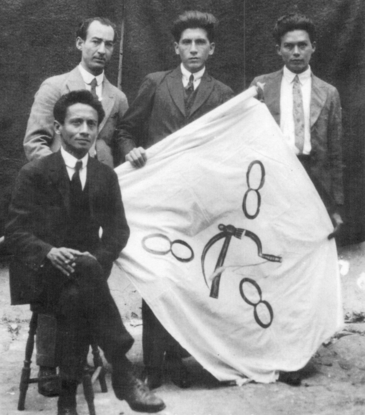
Raúl Eduardo Mahecha, Floro Piedrahíta, Julio Buriticá y Ricardo Elías López, del Partido Socialista Revolucionario, posan con la bandera de los tres ochos: 8 horas de trabajo, 8 horas de estudio y 8 horas de descanso.

Aparte de los cultivadores de banano, los campesinos y trabajadores asalariados tenían sus propias razones para entrar en huelga. Una era el deterioro de su situación económica. Los problemas de los colonos provenían directamente de la rápida expansión de la producción de banano después de la Primera Guerra Mundial. En menos de diez años el área dedicada al cultivo se duplicó. Al mismo tiempo, grandes cantidades de colonos lucharon una batalla sin esperanzas contra el desalojo: desde 1920 hasta 1928, los colonos notificaron a las autoridades nacionales más de cuarenta expulsiones, algunas de las cuales amenazaban hasta cien familias campesinas. Así, durante los años anteriores a la huelga, muchos colonos fueron echados de sus tierras y obligados a dirigirse a las plantaciones.
La condición de los trabajadores de las plantaciones es menos clara. Con la expansión de la producción del banano, su número se incrementó. Los salarios también aumentaron algo en los años veinte, pero es probable que cayeran en términos reales, dada la inflación rampante. Antiguos trabajadores se refieren a un aumento en el subempleo: después del ciclón tropical de 1927, algunos encontraban trabajo por tres días a la semana, o por dos semanas al mes. De esta manera, tanto los colonos como los trabajadores de las plantaciones experimentaron una creciente inseguridad económica.
Al mismo tiempo, los artesanos, obreros y campesinos comenzaban a presionar por el derecho a organizarse y por mejores condiciones de trabajo en varias partes del país. La actividad huelguistica en Colombia fue iniciada por trabajadores del ferrocarril del puerto y del río. La zona bananera no fue la excepción: las primeras personas en salir en huelga fueron los trabajadores del ferrocarril en 1910. En 1918 —un año de paros en Bogotá y la Costa Atlántica— una segunda huelga explotó en Santa Marta, nuevamente entre los trabajadores del ferrocarril y el del muelle. Promovida por algunos cultivadores locales de banano y algunos comerciantes en lucha con la United Fruit Company, logró el alza del salario para los trabajadores del transporte. En medio de la actividad huelguistica, ese año el Congreso pasó algunas débiles leyes laborales de Colombia.
Alrededor de 1920, varias sociedades obreras surgieron en la zona. Eran organizaciones comunales que proveían quinina cuando sus miembros contraen malaria, pagan fianza cuando eran arrestados, etc. La más fuerte era el Sindicato General de Obreros de la Sociedad Unión, fundado en 1921. La Sociedad Unión recibía apoyo de los trabajadores del ferrocarril, del puerto y de la construcción de Santa Marta, y de unos pocos artesanos de Ciénaga y Aracataca. Mantenía sitios de reunión y una funeraria en Santa Marta y publicaba su propio periódico. En 1924 la Sociedad Unión presentó un pliego de peticiones a la United Fruit Company solicitando alzas de los salarios en el puerto, el ferrocarril, y las plantaciones, y la abolición del sistema de enganche por contrato. Cuando la United Fruit Company se negó a negociar, la sociedad llamó a una huelga que duró un día. Creyendo en las promesas de la United Fruit Company y del gobernador de que las condiciones mejorarían al iniciar nuevamente el trabajo, la unión se rindió. Después de 1924, la Sociedad Unión no hizo más peticiones. Conocida como la «Unión Amarilla», continuó funcionando en Santa Marta en oficinas que pagaba la United Fruit Company.
El campesinado de la zona se mantuvo sin organizaciones ni sindicatos hasta mediados de los años veinte. La primera organización en apelar directamente al campesinado y en funcionar independientemente de la United Fruit Company y de las clases dominantes locales apareció en 1925. Fue fundada por un italiano en ese viejo baluarte liberal que era el caserío de Guacamayal. Los fundadores procedían de la tradición española anarcosindicalista y, junto con José Garibaldi Russo, un intelectual local impresionado por la Revolución rusa, formaron en octubre de 1926 la Unión Sindical de Trabajadores del Magdalena —USTM—, una organización poco rígida en la cual se mezclaban muchas ideas mutualistas, anarcosindicalistas, socialrevolucionarias y liberales. Estaba influida por los movimientos obreros de Barrancabermeja y de otras partes de la Costa Atlántica, particularmente Barranquilla y Montería. En forma embrionaria, la idea de una huelga contra la United Fruit Company comenzó a crecer.
En febrero de 1927 representantes del Partido Socialista Revolucionario —PSR—, fundado un año antes en Bogotá, visitaron la zona, pronunciandose contra el imperialismo y en pro de los derechos del trabajador. Estos representantes, el quindiano Ignacio Torres Giraldo y la antioqueña María Cano, notaron una gran presión de los trabajadores para realizar una huelga. «Los trabajadores de las plantaciones bananeras querían declarar la huelga inmediatamente», escribió Torres Giraldo. También comentaba que el antagonismo de los trabajadores hacia la United Fruit Company y sus convicciones liberales se reforzaban mutuamente:
| Las masas estaban saturadas de ideas revolucionarias seguramente muy confusas, pero que tenían la virtud de unirlas, de alinearlas para la lucha conjunta. ¿En qué consistía esta lucha y cuál era su finalidad? Ahí era donde la claridad faltaba. Pero es indudable que la gente veía —o creía ver— en esta oleada en aumento de las fuerzas vitales del pueblo trabajador, ¡la caída del régimen odiado de la hegemonía conservadora, instrumento dócil de la United Fruit Company! |

Aparte de su sentimiento liberal, las motivaciones de la población campesina nacían de sus quejas económicas. Ignacio Torres Giraldo encontró a los colonos de la zona abiertos a nuevas ideas de organización y protesta. Los campesinos ayudaron a convencer a los trabajadores de las plantaciones para enfrentarse a la compañía. A fines de los veinte los colonos se unieron a los trabajadores asalariados para formar grupos de trabajadores por toda la zona. En cada finca se formaron comités: se llamaban «sindicatos de obreros y colonos campesinos», pero eran asociaciones sueltas y espontáneas. Un viejo obrero recordaba:
| Cuando yo llegué a la zona, prácticamente no había sindicato. Inclusive cuando estalló la huelga de 1928 tampoco lo había. Lo que existía en cada finca era un comité de huelga. Claro que muchos le daban el nombre de sindicato, pero en realidad no lo era. Estos comités sirvieron de base para crear más tarde los sindicatos, y para formar la Federación de Trabajadores del Magdalena. |

Los comités locales enviaban representantes a asambleas de obreros más grandes de Ciénaga y de Guacamayal. Hacia 1927 los campesinos y los obreros estaban listos para actuar. Planeaban declarar la huelga en mayor, pero con el huracán fue pospuesta. En febrero de 1928, Ignacio Torres Giraldo y María Cano regresaron en otra gira, esta vez con Raúl Eduardo Mahecha, organizador del Partido Socialista Revolucionario que tendría un papel muy importante en la gran huelga.
Mahecha era un personaje enérgico, simpático, lleno de cuentos y chistes, no muy teórico, pero gran organizador. Hijo de un campesino tolimense, llegó a involucrarse con los obreros por medio del movimiento sindical católico. Habiéndolo abandonado, organizó huelgas a todo lo largo del río Magdalena, entre ellas las de los obreros petroleros en Barrancabermeja en 1926 y 1927. Una vez en la zona bananera, Mahecha se convirtió en secretario de la Unión Sindical de Trabajadores del Magdalena y ayudó a los trabajadores a elaborar el pliego de peticiones. Más tarde, en agosto de 1928, otro organizador con amplia experiencia, Alberto Castrillón, se unió a los obreros de las bananeras. Impresor de profesión, miembro del Partido Socialista Revolucionario y reciente delegado a Moscú, Castrillón se haría famoso por su testimonio desde la cárcel sobre la masacre. «Agitadores de afuera» como Mahecha y Castrillón, ciertamente apoyaron la huelga, pero también lo hicieron algunos comerciantes, cultivadores locales de banano y políticos liberales. Sin embargo, la huelga era ante todo un movimiento desde abajo, de obreros y campesinos resueltos a afirmar sus derechos y la ley colombiana sobre la poderosa compañía extranjera. El movimiento obrero era de masas, democrático, de organización poco rígida y autodirigido.

## Desarrollo

### La Huelga
Un año después del huracán en Sevilla los obreros bananeros elaboraron un pliego de peticiones compuesto de nueve demandas. El 6 de octubre de 1928 una asamblea de la Unión Sindical de Trabajadores del Magdalena, en Ciénaga, aprobó unánimemente el pliego. Solicitaron a la United Fruit Company y a los productores nacionales:
1. Seguro colectivo obligatorio
2. Reparación por accidentes de trabajo
3. Habitaciones higiénicas y descanso dominical
4. Aumento en 50 % de los jornales de los empleados que ganaban menos de 100 pesos mensuales
5. Supresión de los comisariatos
6. Cesación de préstamos por medio de vales
7. Pago semanal
8. Abolición del sistema de contratista
9. Mejor servicio hospitalario.

No obstante los deseos de insurrección liberal o la utopía revolucionaria que hubiera podido motivar a algunas personas, éste no es de manera alguna un documento revolucionario. Fundamentalmente la Unión de Sindical de Trabajadores del Magdalena solicitaba a la United Fruit Company que reconociera a sus empleados; aunque la compañía negara su existencia, estos trabajadores le producían su riqueza. Ellos exigían su reconocimiento y para ello insistieron en que la United Fruit Company aboliera el sistema de contratos indirectos y les concediera los derechos que les garantiza la ley colombiana. Los trabajadores también solicitaron a la compañía que negocia con ellos, tal como ocurría en las naciones modernas.

El 7 de octubre, Erasmo Coronell, Nicanor Serrano y Pedro M. del Río —los tres negociadores escogidos por los trabajadores de las plantaciones— viajaron a Santa Marta para presentar el pliego de peticiones a la United Fruit Company. El gerente, Thomas Bradshaw se negó a recibirlos. Tres semanas más tarde, Bradshaw les hizo saber que no podía considerar este pliego porque los delegados, y los trabajadores a quienes representaban, no eran empleados de la compañía. Bradshaw basa su aseveración en la resolución del 25 de febrero de 1925 del Ministerio de Industrias que:
«había conceptuado que los trabajadores de los contratistas no lo eran de la empresa, por no existir entre aquellos y el patrono un vínculo jurídico».
La United Fruit Company permaneció intransigente en este punto durante toda la huelga que siguió. La historiadora Judith White sugiere que es necesario tomar en cuenta el aspecto global de la economía. Al final de los años veinte, la dominación de la United Fruit Company sobre el mercado internacional del banano estaba siendo desafiada por algunas compañías advenedizas. Para mantener su participación en el mercado, la United Fruit Company se sintió presionada a reducir los costos de producción. Al mismo tiempo, se veía claramente que la zona bananera de Santa Marta ya no era económicamente competitiva: el banano colombiano pesaba menos que los de América Central, además los fletes desde Colombia hacia los Estados Unidos eran mayores.
La United Fruit Company consideraba estas demandas de los trabajadores una amenaza a su operación en Colombia. Si los trabajadores las imponían, la compañía tendría que aumentar los salarios y el precio de compra a los cultivadores colombianos. Por lo tanto, la United Fruit Company se negó a negociar. La compañía argumentó que la huelga no podía ser vista como un paro legítimo de trabajo, sino como una rebelión contra la autoridad establecida, fomentada por agitadores extraños al conflicto.
El 28 de octubre, y nuevamente el 6 de noviembre, el gerente de la United Fruit Company rechazó a la delegación de los trabajadores. Finalmente, el comité ejecutivo de la Unión Sindical de Trabajadores del Magdalena le entregó a la United Fruit Company un ultimátum: o se acordaba negociar o los trabajadores iniciarían la huelga. El sábado 10 de noviembre, Thomas Bradshaw dio la orden de que toda la fruta de la zona fuera cortada y embarcada. La Unión Sindical de Trabajadores del Magdalena, temiendo que la compañía acabara con la fruta y cerrara sus operaciones antes de que se declarara la huelga, citó a una reunión de emergencia. En la noche del 11 de noviembre el comité ejecutivo de la Unión Sindical, el comité negociador y los representantes de 63 fincas se reunieron en la casa de Cristian Vengal en Ciénaga —éste, un mulato de Curazao, que dirigía la Federación de Trabajadores del Ferrocarril, era un líder laboral respetado en la zona bananera; su casa se convirtió en sede del comité ejecutivo de la Unión Sindical durante la huelga—. La discusión fue agitada y larga. A las once de la noche fue tomada la decisión fatal: el día siguiente los trabajadores de la zona bananera entrarían en huelga contra la United Fruit Company y los productores nacionales. La asamblea de Ciénaga imprimió un cartel explicando su decisión:
| Los obreros de la zona bananera están dentro de la ley. No hay una sola disposición que venga a impedir el hecho de la huelga […] La United Fruit Company no cumple una sola de las leyes de Colombia referentes a los tratos y contratos con los trabajadores, declarándose en abierta rebeldía, como lo han pretendido hacer muchas otras compañías extranjeras, como la que pretendía apoderarse de las ricas regiones del Catatumbo, en Santander, para […] formar una república petrolera […] Esta huelga es el fruto del dolor de miles de trabajadores explotados y humillados día y noche por la compañía y sus agentes. Ésta es la prueba que hacen los trabajadores en Colombia para saber si el gobierno nacional está con los hijos del país, en su clase proletaria, o contra ella y en beneficio exclusivo del capitalismo norteamericano y sus sistemas imperialistas. Vamos todos a la huelga. El lema de esta cruzada debe ser Por el obrero y por Colombia. |

Delegados de la asamblea regaron la voz por los pueblos y campamentos de la zona. A mediodía del día 12 de noviembre todo trabajo había cesado en las plantaciones. Durante los primeros tres días de huelga, los trabajadores formaron dos clases de comisiones: grupos para distribuir comida y comités de vigilancia para asegurarse que no llegara banano al puerto.
Los comités de distribución de alimentos respondieron al problema de sostenimiento: nadie trabajaba y la United Fruit Company se negaba a pagar lo que debía por trabajo  a finales de octubre y principios de noviembre. Las Cámaras de Comercio de Ciénaga y de Barranquilla suministraron apoyo esencial. Dueños de almacenes como el jefe liberal de Ciénaga Juan B. Calderón, donaron grandes cantidades de comida. Los comerciantes habían tomado parte en la elaboración del pliego de peticiones, y se benefician con la abolición de los almacenes de la compañía. Sin sus donaciones, la huelga no hubiera durado mucho.
Además de la red de distribución de comida, los huelguistas armaron comités de vigilancia para que el banano no se cortara. En la primera semana, la huelga era solo parcial en Riofrío y en Sevilla: allí la United Fruit Company contrató a obreros, conocidos como «patas negras», para reemplazar a los huelguistas. Cuando esta gente comenzaba a cosechar, grandes grupos de huelguistas aparecían rigiéndose a que pararan y destruyen el banano mientras se cortaba. Otras familias acamparon con toldas y fogones improvisados sobre el ferrocarril, para que las góndolas no pudieran pasar; cuando era necesario, bloquearon los rieles con madera o piedras. Los huelguistas llevaban banderas rojas símbolo de su fuerza. Las mujeres de la zona bananera tomaron un papel particularmente vigoroso. El líder obrero Sixto Ospino Núñez describe sus actividades:
| Los capataces y los mandadores trataban de hacer el corte de la fruta, pero la gente, y especialmente las mujeres, le echaron machete a los cultivos… llegaron mujeres y les picaron el banano en las estaciones. Nosotros utilizabamos a las compañeras como enlace. Ellas eran las que se podían moverse y desplazarse de finca en finca sin ser molestadas por el ejército». El papel significativo que la mujer desempeñó en la huelga se subrayaba en los consejos de guerra dos meses después: de 31 personas sentenciadas a prisión por su actividad en la huelga, cinco eran mujeres, y todas registraron su ocupación como «domésticas». |

Los huelguistas desarrollaron una red eficaz de comunicaciones. Aunque el centro de influencia de la United Fruit Company era Santa Marta, donde estaban la central de la compañía, los cultivadores conservadores y los trabajadores portuarios —quienes no entraron en la huelga—, Ciénaga se convirtió en el centro de los trabajadores; allí la Unión Sindical tenía salones de reunión, una cooperativa y su imprenta. Raúl Eduardo Mahecha operaba una máquina de impresión y con otras personas, publicaba el periódico Vanguardia Obrera y un flujo constante de hojas volantes. Varios periódicos liberales publicados en Ciénaga, incluyendo El Diario de Córdoba editado por Julio Charris, simpatizaron con la huelga.
Los líderes de la huelga en Ciénaga se mantenían informados de los planes de la United Fruit Company por medio de los operadores telefónicos y telegráficos de la compañía, muchos de los cuales revelaban todo lo que escuchaban. Para expandir las noticias, la Unión Sindical de Trabajadores del Magdalena dependía de estafetas que llamaban «el correo rojo». La Unión Sindical también emitió cédulas personales y salvoconductos, para que solamente aquellos que apoyan la huelga pudieran moverse libremente por los campos.
Lo que observamos en la gran huelga de 1928 es una extraordinaria movilización social. Los historiadores están de acuerdo en que casi todos los obreros y cargadores de la zona se sumaron a la huelga, aunque los cálculos sobre el número preciso de huelguistas varían de 16 000 a 32 000. Los trabajadores permanecieron en huelga durante casi un mes, del 12 de noviembre hasta el 5 de diciembre. Durante este tiempo no se despachó banano desde Santa Marta. Mientras tanto, los huelguistas se mantuvieron pacíficamente y disciplinados esperando a que la United Fruit Company cediera y aceptara negociar.
Entonces, ¿por qué no ganaron los obreros? ¿Por qué tuvieron tantas dificultades en traer a la mesa de negociación a la United Fruit Company? Se han ofrecido varias explicaciones. Algunos subrayan la fuerza de la United Fruit Company. Como tenía inversiones en otros países, no se sintió presionada a llegar a un acuerdo con los trabajadores. En caso necesario, la compañía podría cerrar sus operaciones en Colombia. Otras explicaciones destacan las debilidades del movimiento obrero. La huelga estalló en un momento en el cual el movimiento laboral en Colombia, internamente fraccionado, recibía ataques del gobierno. La ley Heroica contra huelgas y actividades asociativas, que establecía la censura de prensa, había sido aprobada solamente dos semanas antes. Muchos activistas del Partido Socialista Revolucionario estaban encarcelados, y la dirección se había dividido en dos grupos contrarios. Líderes importantes del Partido Socialista Revolucionario como Ignacio Torres Giraldo y Tomás Uribe Márquez pensaron que la huelga en las bananeras era precipitada, y nada hicieron para generar mayor apoyo. Además, había una ignorancia casi total de organización política en la zona. Los trabajadores no tenían experiencia, mientras gentes como Mahecha se habían empapado de la idea anarquista de que con la huelga vendría una victoria inmediata. Nadie tenía una visión sofisticada y a largo plazo de cómo organizarse para la confrontación que se avecinaba.
Lo anterior desconoce un factor indispensable: la actitud del gobierno. Cuando la Unión Sindical de Trabajadores del Magdalena escribió el pliego de peticiones, no solamente le envió copias a la United Fruit Company también al presidente de la República, al Congreso y al Ministerio de Industrias. Los trabajadores solicitaban al gobierno que admitiera la legalidad de sus demandas, y pidieron a la Oficina General del Trabajo que mediara entre ellos y la United Fruit Company. La compañía también trató de influenciar al gobierno, tal como lo atestiguan las decenas de telegramas que se enviaron a las autoridades de Bogotá. En los años veinte, el marco legal e institucional para la negociación colectiva entre trabajadores y empresa estaba poco desarrollado. Los principios de los derechos del trabajador —descanso dominical, compensación en caso de accidente, seguridad social— estaban incluidos en algunas leyes, en las que los trabajadores de las bananeras fundaron sus reivindicaciones. Pero, tal como lo descubrirán durante la huelga, gran parte de la legislación no cubría todavía a los trabajadores agrarios. Lo que en realidad querían los obreros eran «arreglos para hacer viable la ley y enmarcarse dentro de ella», según lo afirma Carlos Cortés Vargas.
Sin embargo, los gobiernos conservadores de los años veinte tendían a ver con alarma cualquier acción independiente por parte de los obreros, ya se tratara de paros o esfuerzos de sindicalización. Temían la movilización de campesinos y de obreros asalariados que estaba gestándose en toda Colombia. Las clases bajas estaban pidiendo mayor participación en la vida económica y política del país. Los conservadores interpretaban esta petición, no como la emergencia natural de los sectores bajos y como actores de pleno derecho, sino como una conspiración comunista instigada posiblemente por oscuros agitadores extranjeros. Los conservadores temían también la posibilidad de una insurrección liberal. Así, en lugar de crear las estructuras institucionales que permitieran negociar a los trabajadores y empresarios, el gobierno percibió el problema social como de desorden y de subversión.
Esta visión lo llevó a tomar una posición represiva. El 12 de noviembre, día en que estalló la huelga, el gerente de la United Fruit Company, Thomas Bradshaw, envió un telegrama urgente al presidente Miguel Abadía Méndez:
| Desde hace varios días elementos irresponsables, desvinculados absolutamente de gremios trabajadores obreros de esta compañía, han venido planeando movimiento que bajo nombre de huelga han hecho cristalizar desde las primeras horas de ayer tarde. Trátase de verdadero motín, pues patrullas recorren región bananera concitando desorden, amenazando con asesinato demás trabajadores que voluntariamente deseen concurrir al trabajo, impidiendoles violentamente ejercitar libre derecho. Estimo esta situación revuelta peligrosa, extremadamente grave… |

La respuesta de la administración fue militar: el ministro de Guerra ordenó al general Carlos Cortés Vargas, quien estaba estacionado en Barranquilla, mover tres batallones a la zona bananera. Se le ordenó:
| Amparar trabajadores pacíficos están siendo hostilizados e instigados por revoltosos actúan en esa zona… y asegurar conservación orden público. |

El general Carlos Cortés Vargas estableció sus cuarteles en Santa Marta y estacionó sus tropas en Ciénaga, Aracataca, El Retén, Fundación y Orihueca y asumió el control del ferrocarril de Santa Marta. Durante todo el día carros llenos de soldados armados con rifles y ametralladoras patrullaban los campos. Sixto Ospino reportó:
| El tren recorría la zona con el ejército. Las tropas detenían gente de una parte y la botaban en otra. Eso lo hacían con el fin de desmovilizar a los huelguistas y debilitar el movimiento. Algunos detenidos eran entregados a la policía y otros abandonados en cualquier parte. |

Pronto había varios cientos de huelguistas arrestados, atestados en pequeños cuartos en las cabeceras municipales o entre vagones calientes. El general Carlos Cortés Vargas tenía el propósito de intimidar a los huelguistas y, explicó más tarde, de forzar a los trabajadores a rendirse intercambian prisioneros por concesiones a la United Fruit Company. Las tácticas del general no fueron exitosas.
Frecuentemente se liberaba a los prisioneros por orden de los alcaldes o jueces, o del gobernador, que presentía la apropiación de la autoridad por parte del general. Aquellos a quienes soltaban regresaban a casa, donde eran recibidos como héroes. Santander Alemán, un administrador del ferrocarril que servía como mensajero a la Unión Sindical, recordaba con estas palabras uno de estos incidentes:
| Un día veníamos ochocientos trabajadores entre quienes había muchas mujeres y niños, entre Sevilla y Riofrío. Al llegar a la estación La Fe, nos encontramos con los soldados. Nos preguntaron que para dónde íbamos, a lo que nosotros respondimos que estábamos paseando. Pero claro lo que estábamos era andando de finca en finca apoyando a los huelguistas. La tropa nos dijo que no podíamos seguir, y nosotros respondimos que sí íbamos a seguir porque el camino era libre. Nos preguntaron otra vez que quién era el jefe y entonces les dijimos que todos éramos jefes. ¡Entonces todos quedan detenidos!, contestaron los soldados. Nos llevaron a Santa Marta. Al tercer día no nos habían dado comida ni agua. También se formó un problema muy grande porque no cabíamos en la cárcel. Al cuarto día, el director nos dijo que él no tenía nada contra nosotros y que era el ejército el que nos había llevado allí. El director habló con el gobernador, quien respondió que a él no le importaba nada ese problema. Nuevamente el director dijo que él no se iba a echar ese lío encima por más tiempo, abriéndonos las puertas para que nos fuéramos. Cuando llegamos a Ciénaga, había una manifestación esperándonos con banderas. |

El apoyo del genera Carlos Cortés Vargas a la United Fruit Company dio pie a la creencia generalizada de que la compañía había corrompido al ejército. Se decía que los soldados dormían en casas de la compañía y que la comida venía de sus comisariatos. Un superior del general Cortés Vargas, Justo A. Guerrero, admitió en parte la acusación:
| Era indispensable para el general Cortés alojarse en una casa de la United Fruit Company… pues esa casa dispone de teléfono. |

La evidencia de colaboración entre la United Fruit Company y el ejército era más profunda: los comerciantes notaban que los comandantes de compañía, que ganaban solo 120 pesos mensuales, mostraban billetes de 500 que solamente hubiera podido distribuir la United Fruit Company, y los trabajadores veían a empleados de la compañía en los trenes indicándonos a quién arrestar. Se dijo también que el general Carlos Cortés Vargas asistía a banquetes ofrecidos por la administración de la compañía, que degeneraron en orgías. El general negó el cargo, pero la secretaría privada del gobernador lo divulgaba y se le creía ampliamente en la zona.
Los huelguistas veían al general Carlos Cortés Vargas como el agente corrupto de una empresa extranjera, y el general temía a los trabajadores. Sostenía que ellos también habían sido corrompidos por agentes extranjeros —agentes del comunismo internacional— y prohibió a sus soldados aventurarse a los campos bananeros con menos fuerza que una compañía. Aunque veía a los huelguistas como gente potencialmente violenta, su mayor preocupación no era que atacaran a los soldados, sino que ganaran sus simpatías. Y ésta era la intención de los huelguistas. Durante toda la huelga, la Unión Sindical de Trabajadores del Magdalena imprimió carteles apelando a los soldados:
| Soldados del Ejército Colombiano, compañeros del infortunio, ¡salve!. El conmovedor espectáculo que presencia la zona bananera, en nuestros hermanos del Regimiento, pobres parias que al igual que nosotros, lanzan el grito desesperante de «Tenemos hambre»(...) ¿Qué delito han cometido los trabajadores de la región bananera, para que sean tan cruelmente tratados por el ejército de nuestra patria?(...) Soldados del Ejército Colombiano, ya habéis presenciado que vuestros jefes y oficiales viven en completo contubernio con los yanquis, en sus mansiones de la zona, los mismos que después de robarse nuestras riquezas se apropian de nuestro suelo. No olvidéis a Panamá. No olvidéis compañeros del regimiento, que si tal cosa sucede, volved las armas contra los piratas de nuestra riqueza y contra aquellos nacionales que cual el Iscariote de la leyenda, venden a nuestra patria. Marcadlos bien. |

Cuando tenían la oportunidad, los trabajadores hablaban con los soldados. Los oficiales del ejército comenzaron a dudar de la lealtad de sus tropas, particularmente porque la mayoría de los soldados eran costeños, mientras los oficiales eran «cachacos». En respuesta a estas dudas, se trajeron 300 refuerzos de Antioquia durante la última semana de noviembre.
Los esfuerzos para romper la huelga por parte del general Carlos Cortés Vargas seguían las órdenes del ministro de Guerra, Ignacio Rengifo. Impetuoso y autoritario, Rengifo era famoso por tratar con dureza a quienes lo desafiaban. En el movimiento obrero Rengifo solo vio desorden y rebelión. El gobierno conservador lo había encargado de tratar estos «problemas sociales»; la manera de hacerlo, pensaba, era reprimirlos con firmeza, y si fuera necesario con la fuerza. Los trabajadores debían aprender una lección.
Algunos funcionarios del gobierno no estaban de acuerdo. El Ministerio de Industrias, dirigido por el jurista conservador José Antonio Montalvo, prefería la negociación. En 1924 el Congreso estableció una oficina especial dentro del ministerio —la Oficina General de Trabajo— para reunir información sobre las condiciones de trabajo y establecer la nueva legislación laboral. En 1927 se le encargó mediar en conflictos entre los obreros y las empresas y nombrar inspectores regionales de trabajo. Unos meses antes de la huelga, llegó a Santa Marta Alberto Martínez Gómez, el primer inspector laboral asignado a la zona bananera. Martínez Gómez acompañó a los delegados de la Unión Sindical el 28 de octubre cuando trataron infructuosamente de presentar el pliego de peticiones a la United Fruit Company, y aconsejó a la compañía que negocia. El 16 de noviembre el inspector de trabajo declaró ilegal la huelga y el general Carlos Cortés Vargas lo hizo encarcelar. Se le acusó de ser un líder comunista e instigador de la huelga. Una semana después, un juez local encontró que el inspector era inocente y lo liberó.
El general Carlos Cortés Vargas llamó «comunista» al inspector porque había animado a los trabajadores para que demandan sus derechos; en contraste, el ministro de Industrias argumentó que al orientar a los trabajadores hacia reivindicaciones concretas y legales y al tratar de mediar por una solución pacífica, el inspector representaba «una verdadera garantía contra los peligros del socialismo soviético».
Una semana después de iniciada la huelga, el gerente de la United Fruit Company y varios de los cultivadores colombianos accedieron a tener una discusión informal con los delegados de la Unión Sindical en la oficina del gobernador. El gerente de la United Fruit Company negó al comité negociador su derecho a representar a los trabajadores de la compañía, pero como «gesto de buena voluntad» ofreció algunas concesiones menores. Sin embargo, rechazó la mayoría de las demandas de los trabajadores, considerándose ilegales. Los trabajadores respondieron con indignación y las conversaciones se rompieron.
Al día siguiente, 20 de noviembre, el director de la Oficina General de Trabajo, Dr. José R. Hoyos Becerra, y su abogado, Dr. Miguel Velandia, llegaron de Bogotá. El Ministerio de Industrias los había enviado para intervenir en el conflicto y llevarlo a un final pacífico. El 24 de noviembre los representantes de la Oficina General de Trabajo se reunieron separadamente con la Unión Sindical de Trabajadores del Magdalena y con la United Fruit Company.
Los funcionarios convencieron a los delegados de los trabajadores de retirar sus peticiones de pago dominical y de abolición de los almacenes de la compañía y de aplazar los puntos sobre la seguridad social y la compensación por accidentes hasta que el Ministerio de Industrias pudiera dictaminar sobre su legalidad. Los trabajadores, sin embargo, insistieron en que se ratifica su derecho a negociar. Esa noche, la Oficina General de Trabajo encarece a la United Fruit Company que negociará con los obreros y pagará compensación por accidentes, aunque técnicamente la compañía no estaba obligada a hacerlo. La United Fruit Company accedió a mejorar la vivienda de los trabajadores, a construir hospitales de emergencia en Sevilla y en Aracataca y a establecer el pago semanal, a no usar vales y subir ligeramente los salarios. El día siguiente el comité negociador de los trabajadores aceptó la oferta de la compañía.
Pero entonces surgió un obstáculo grave: ¿cómo se ratificaría el acuerdo? La Unión Sindical de Trabajadores del Magdalena quería firmar un pacto con la compañía, lo que daría una victoria substancial a los trabajadores: la aceptación por parte de la compañía de sus poderes negociadores. Esto no lo haría la compañía. La United Fruit Company insistió en que había llegado a un acuerdo con el gobierno colombiano y no con los trabajadores, y que haría efectivas sus concesiones solamente después de que éstos regresaran a laborar.
La mediación, tan prometedora, llegó a un punto muerto. Dentro de uno o dos días, un segundo foco de preocupación entre los trabajadores comenzó a aparecer: si los obreros no podían obligar a la compañía a que los reconociera, sí podían lograr por lo menos un alza salarial. Un sentimiento se generalizó entre todos los obreros de la zona: un alza del cincuenta por ciento o no se terminaba la huelga. La United Fruit Company rechazó la demanda.
En este punto, los doctores Hoyos Becerra y Velandia comenzaron a desviarse de su papel imparcial. Dado que la United Fruit Company no se movía de su posición, trataron de convencer a los trabajadores de que cedieran. Se opusieron a la demanda de un salario más alto, con el argumento moralista de que no les haría ningún bien: la plata se gastaría en licor, prostitutas y juego. En cambio, los trabajadores deberían regresar a los campos y una vez estuvieran trabajando, el Ministerio de Industrias convencería a la United Fruit Company para que mejorara sus condiciones de vida. Tal actitud paternalista, que negaba el derecho de los trabajadores a escoger su propio programa, empujándolos en cambio a buscar patronos más fuertes, se expresaría en los años treinta en el gobierno de Alfonso López Pumarejo y el movimiento populista de Jorge Eliécer Gaitán.
En los primeros días de diciembre, los representantes de la Oficina General de Trabajo tomaron dos pasos adicionales. Presionaron a los huelguistas para que designaran nuevos delegados, delegados que cederían a las presiones de la compañía. Los trabajadores se negaron, insistiendo que tenían confianza en su grupo negociador, pero que cualquier acuerdo tenía que ser ratificado por cada uno de más de sesenta comités de trabajadores. Los burócratas encontraban irritante la organización democrática de los trabajadores: no había un líder o comité central con poder para imponer un acuerdo a los huelguistas. En los primeros días de diciembre, Hoyos y Velandia también se reunieron con cultivadores colombianos de banano para instarlos a lograr un acuerdo por separado con los obreros, presionando así a la United Fruit Company. Los cultivadores nacionales, divididos, no pudieron llegar a un acuerdo sobre un alza de salario que terminará con la huelga.
De esta manera, los esfuerzos de la Oficina General de Trabajo habían resultado en nada. De repente hubo un desarrollo alarmante: el 2 de diciembre el general Cortés Vargas informó a los doctores Hoyos Becerra y Velandia que había interceptado un mensaje del activista del Partido Socialista Revolucionario, Tomás Uribe Márquez, urgiendo a los huelguistas para que destruyeran las plantaciones de banano y sabotearon las comunicaciones. No se sabe si el telegrama era auténtico o si era fabricado por Carlos Cortés Vargas, por agentes de la United Fruit Company, o por otros interesados en dispersar rumores de conspiración revolucionaria.
Hoyos Becerra y Velandia reaccionaron precipitadamente. Temían derramamiento de sangre, y sabían que la violencia podría provenir tanto del ejército como de los huelguistas. Para evitar una masacre, sintieron que era imperativo terminar en forma inmediata la huelga. De esta manera, los representantes del Ministerio de Industrias, que al principio habían recomendado la negociación, tomaron ahora pasos para romper la huelga. El 2 de diciembre recomendaron a la United Fruit Company contratar esquiroles, y al general Carlos Cortés Vargas defenderlos en un esfuerzo conjunto por exportar un cargamento de banano. Durante cuatro semanas no había salido banano del puerto de Santa Marta. Hoyos Becerra y Velandia pensaron que si la United Fruit Company lograba llenar un barco, la moral de los obreros se rompería. Al llegar la huelga a su quinta semana los trabajadores se vieron ante una situación difícil. Muchos comerciantes que habían suministrado alimentos habían retirado su apoyo. El 3 de diciembre, los delegados de los trabajadores regresaron de Santa Marta con las manos vacías: la United Fruit Company no aceptaría seis de los nueve puntos y Thomas Bradshaw no discutirá más. Mientras tanto, la ofensiva de la United Fruit Company para romper la huelga se había iniciado.
El 4 de diciembre, empleados de la compañía y un puñado de cultivadores nacionales, protegidos por el ejército, comenzaron a cortar el banano en varias fincas. Los huelguistas hicieron todo lo posible para detenerlos: destruyeron la fruta lista para embarcar y bloquearon los rieles. También rodearon a las tropas y a los recolectores de banano para tratar de convencerlos de que se les unieran. En la tarde del 4 de diciembre, el teniente Enrique Botero y veinticinco soldados que protegían a algunos esquiroles, se encontraron totalmente rodeados por un grupo grande de huelguistas. La multitud llevó a los soldados hasta Sevilla donde se les animó a comer y charlar, hasta dos horas más tarde, cuando los rescató un pelotón. Ese día, los esquiroles lograron colocar en los trenes más de 4.000 racimos de banano; y había rumores que mucha más fruta había sido cortada. Los huelguistas sintieron rabia y frustración, y un desesperante miedo a la derrota.
El comité ejecutivo de la Unión Sindical se reunió esa noche en Ciénaga. En las primeras horas del día, cincuenta mensajeros llevaron instrucciones a las plantaciones y caseríos de la zona. Todo el mundo debería congregarse en Ciénaga esa noche, y seguir a Santa Marta en la mañana del 6 de diciembre, para llevar a cabo una manifestación ante el gobernador y el director de la Oficina General de Trabajo, solicitandoles que obligarán a la United Fruit Company a pactar con sus trabajadores. Los mensajeros cumplieron con su trabajo y al mediodía del 5 de diciembre, hombres, mujeres y niños comenzaron a inundar Ciénaga. Alberto Castrillón describió la escena:
| Ciénaga presentaba el aspecto de una ciudad en fiestas. A las dos de la tarde llegó el primer grupo de obreros de la región de Puebloviejo, portando en hombros un gran retrato del Libertador Bolívar y una bandera colombiana. De improviso, una banda de músicos, en medio de la multitud que se agrupaba en la plaza de la estación del ferrocarril, rompió los aires con los acordes del himno nacional, y un grito sonoro de ¡Viva Colombia libre!, salido de 5000 bocas, fue a perderse en el infinito límpido de aquel día. |

A las dos y media de la tarde, corrió la voz de que el gobernador y el gerente de la United Fruit Company se dirigían en ese momento a Ciénaga en tren especial, con el fin de firmar el pacto ofrecido por el señor Thomas Bradshaw, y aceptado por los obreros días antes. Los ánimos de los obreros se levantaron —todo terminaría bien— y comenzaron a formar fogatas y a esperar al gobernador. Pero a las cinco y media llegó otro golpe: el gobernador no vendría. Poco después se acercaron a la estación varios vagones cargados de banano cortado por los esquiroles. Algunos hombres, mujeres y niños se acostaron sobre los rieles para detenerlos. La muchedumbre se negó a dejar partir de Ciénaga a un pequeño grupo de cultivadores. Asustados, pero astutos, los cultivadores prometieron que si les era permitido salir para Santa Marta, discutirán el caso con los obreros ante la United Fruit Company y regresaría esa misma noche con un pacto. Animados y esperanzados, los obreros dejaron ir a los cultivadores. Y se prepararon para pasar la noche, acampando en una plaza cerca al ferrocarril, con la intención de partir hacia Santa Marta al día siguiente temprano.
¿Qué revelan entonces los trabajadores? Un miedo a la derrota, una determinación de no dejar que suceda, pero una terrible frustración ante su incapacidad para hacer que la United Fruit Company accediera a concesiones significativas. Hasta el último momento fueron pacíficos: varios atestiguaron que todos habían dejado sus machetes en la casa de la Unión Sindical. Y todavía tienen esperanza en las autoridades: el gobernador, el director de la Oficina General de Trabajo, y aun los cultivadores nacionales.
Si, mirando hacia atrás, podemos ver que los obreros no eran revolucionarios, el general Carlos Cortés Vargas no lo entendía así. El recuento del general sobre la huelga subraya que en los primeros cinco días de diciembre él estaba perdiendo el control. Los trabajadores no se rendían, no regresaban a las plantaciones aunque los amenazara con cárcel como rateros y vagabundos, arrancaban los avisos puestos por el ejército y destruyen el banano. Pero fue el incidente con Botero el que irritó al general Cortés: los huelguistas habían «atacado» a un convoy de soldados y los habían hecho «prisioneros». Lo que era peor, el teniente Botero no había opuesto resistencia. El honor y la disciplina del ejército están en juego. Los trabajadores habían desafiado la autoridad del ejército, y el respeto por la United Fruit Company y por las clases superiores de Santa Marta estaba erosionándose.

### La masacre
Durante la primera semana de diciembre, Alejandro Valbuena, el general Carlos Cortés Vargas y algunos cultivadores colombianos enviaron cantidades de telegramas a las autoridades en La Esperanza describiendo la situación como de violencia inminente, de peligro y destrucción originados en masas incontrolables. Las confrontaciones entre la United Fruit Company y el ejército, de un lado, y los trabajadores, del otro, por el rompimiento de la huelga el 3 y 4 de diciembre, dieron al general Cortés Vargas una justificación más para la represión. En sus memorias de la huelga, dice que se convenció de que si el orden público no era restaurado de forma inmediata, el gobierno de los Estados Unidos enviaría marines. Los rumores sobre barcos de guerra de los Estados Unidos eran abundantes. Los obreros veían su huelga como un acto nacionalista: querían obligar a la United Fruit Company a reconocer la ley colombiana y los derechos laborales colombianos. Cortés Vargas, en cambio, vio la represión de la huelga en términos nacionalistas: creía que su deber era acallar a los trabajadores para asegurar que el suelo colombiano no fuera profanado por soldados extranjeros.
Así, la iniciativa de la Oficina General de Trabajo del 3 y 4 de diciembre para romper la huelga y evitar la violencia fracasó: fue el factor final que precipitó la masacre en la noche del 5 a 6 de diciembre. A raíz del incidente Botero, el general Cortés Vargas le envió un telegrama a los doctores Hoyos Becerra y Velandia:
| He ordenado concentrar toda la fuerza y sigo inmediatamente a batir por el fuego amotinados. |

Cuando grupos de huelguistas comenzaron a congregarse en Ciénaga en la tarde del 5 de diciembre, el general Carlos Cortés Vargas y 300 soldados ya estaban allí. El general describió la escena en los siguientes términos:
| Toda la ciudad era patrullada por grupos amotinados que infunden el terror entre los habitantes. La ciudad estaba prácticamente en manos de un soviet de gente irresponsable. |

Tanto el general como sus superiores interpretaron claramente la reunión en Ciénaga como un movimiento de huelguistas armados para atacar al ejército. Durante el transcurso de la tarde del 5 de diciembre, Cortés Vargas fue incapaz de aprovisionar a sus tropas o de mantener funcionando los trenes.
Finalmente, a las once y treinta de la noche, la noticia que había estado esperando llegó. El decreto legislativo número 1 de 1928 declaraba la ley marcial en la provincia de Santa Marta y nombraba como jefe civil y militar al general. A la una y treinta de la mañana, marchó con sus tropas, sobre todo antioqueñas, a la plaza cercana al ferrocarril, donde estaban congregados entre 2.000 y  4.000 huelguistas durmiendo, comiendo, charlando, esperando a que llegaran más compañeros, esperando al gobernador, esperando la mañana para marchar hacia Santa Marta. Sonaron los tambores. Trescientos soldados se apostaron al costado norte de la plaza. En voz alta un capitán leyó el decreto de estado de sitio, que prohibía asambleas de más de tres personas. Los huelguistas y sus familias debían dispersarse en forma inmediata, concluyó, o los soldados dispararían. Siguieron tres toques de corneta a intervalos de un minuto. Casi nadie se movió. Más tarde algunos de los que estaban presentes dijeron que estaban seguros de que los soldados no dispararían: los huelguistas eran demasiados y habían tratado bien a los soldados. Se oyeron unos pocos gritos de la multitud: «¡Viva Colombia libre! ¡Viva el ejército!» El general Carlos Cortés Vargas ordenó a sus soldados disparar…
Lo que no creían los trabajadores que pasaría, sucedió. En las horas que siguieron, las gentes de Ciénaga, encerradas en sus casas, oyeron pasar un tren con dirección al mar y el pito de un barco a la distancia. A las seis de la mañana el personero de Ciénaga, llamado para practicar el levantamiento de los cadáveres, encontró nueve muertos tendidos en la plaza. El general Carlos Cortés Vargas informó a sus superiores que estos nueve, más cuatro más que murieron por sus heridas, fueron los únicos huelguistas muertos en la noche del 5 de diciembre. La gente de la zona, sin embargo, cree que fueron decenas, sino cientos los muertos. Mientras huía de Ciénaga Raúl Eduardo Mahecha le contó a otros que sesenta personas habían sido asesinadas; Alberto Castrillón los estima en cuatrocientos. Muchos cuerpos, dicen, fueron rápidamente cargados en los trenes y arrojados al mar, y otros enterrados en fosas comunes en una finca bananera vecina. El general dejó intencionalmente nueve cadáveres en la plaza —decían— para que los trabajadores supieran que los nueve puntos de su pliego habían muerto.

## Restablecimiento del orden público
Después de la masacre, el espectro de la violencia insistentemente mencionado por la United Fruit Company y por el ejército en sus comunicaciones a las autoridades nacionales se convirtió por primera vez en una realidad. Esa violencia venía del gobierno. En trenes militares el ejército buscaba en plantaciones y en campamentos a huelguistas que en adelante se llamarían «cuadros de malhechores». Los soldados destruyeron las casas sindicales en Ciénaga y en Guacamayal y dispararon y encarcelaron a numerosas personas. La mayoría de los obreros, sin armamento y sin organización, optó por huir de las plantaciones, buscando refugio en el interior del país. Algunos fueron atendidos por los indígenas de la Sierra Nevada de Santa Marta, quienes se politizaron más como resultado de este contacto. Pequeños grupos de trabajadores se quedaron atrás para vengarse del ejército y de la compañía que había asesinado a sus compañeros. Algunos cortaban los cables telegráficos y arrancaban los rieles, mientras otros emboscaron a las patrullas policíacas para adquirir municiones. También quemaron y robaron. El encuentro más sangriento ocurrió el 6 de diciembre en Sevilla, donde los huelguistas atacan a la superintendencia de la United Fruit Company y donde empleados norteamericanos y el ejército colombiano les dispararon. Un soldado y 29 obreros, incluyendo a Erasmo Coronel, encontraron allí la muerte. A mediados de diciembre, el general Carlos Cortés Vargas reportó que la zona bananera estaba pacificada, pero los militares continuaron con el control hasta marzo de 1929.
Durante los días de terror que siguieron a la masacre murieron muchos obreros.
- El general Carlos Cortés Vargas dijo que el número total de muertos en diciembre fue de 47;
- El embajador de Francia reportó 100;
- El embajador de los Estados Unidos admitió que la cuenta total podría llegar hasta 1000;
- Alberto Castrillón estimó 5000.

Nada cierto se sabe debido a la censura impuesta por los militares. El ejército encarceló a cientos de personas más. En enero, el general Carlos Cortés Vargas instauró consejos de guerra contra 54 de los arrestados, incluyendo a Alberto Castrillón y a Julio Charris. Fueron condenados a 182 años de prisión.
La huelga había terminado. La represión había triunfado sobre la negociación, y los trabajadores habían sido derrotados. La organización sindical había desaparecido totalmente y los obreros de la zona, hambrientos y con miedo, comenzaron a regresar a las plantaciones. La derrota de la huelga bananera fue un golpe serio para el movimiento laboral colombiano, el cual se debilitaría aún más en 1929 con el advenimiento de la depresión mundial.

## Consecuencias

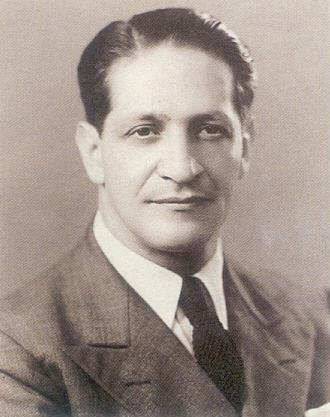
Jorge Eliécer Gaitán.

La historia muchas veces se mueve en forma contradictoria. Si la represión de la huelga significó la culminación de la reacción del gobierno conservador a la germinación de la «cuestión social» de la década de 1920, también generó una respuesta contraria. Esta respuesta no vino de los trabajadores mismos, que habían sido salvajemente reprimidos, sino de un nuevo tipo de gobierno liberal. A comienzos de 1929, un joven abogado, Jorge Eliécer Gaitán, fue elegido para su primer periodo en la Cámara de Representantes. Varios meses después realizó una gira de información por la zona bananera y en septiembre de 1929 se lanzó en una de las series oratorias más impresionantes y populares jamás realizadas en el Congreso. En lenguaje conmovedor y elocuente, Gaitán denunció al general Cortés Vargas y al gobierno conservador que lo había apoyado. El gobierno arbitrariamente había encarcelado y asesinado a su propia gente para proteger a una compañía extranjera, a una compañía que había corrompido a las autoridades colombianas y había establecido un estado dentro del Estado.
Gaitán afirmaba que los huelguistas de la zona bananera no eran revolucionarios comunistas ni criminales, insistía en que eran ciudadanos colombianos a quienes se les habían negado sus esperanzas y sus derechos. En estos discursos, Jorge Eliécer Gaitán encontró su público y su estilo retórico fusionó el sentimiento nacionalista y el populismo, mezcla sobre la cual construiría su formidable atractivo político en los años siguientes. La reacción del gobierno conservador a la huelga bananera y la fogosa denuncia de Gaitán sobre la misma, fueron los factores primordiales que contribuyeron en 1930 a la caída del poder de los conservadores después de casi cincuenta años de gobierno. En el período de hegemonía liberal que le siguió, los sindicatos y las huelgas fueron legalizados, y los trabajadores se convirtieron en una base importante para el Partido Liberal Colombiano. El modelo populista de organización laboral, en el que una fuerza obrera relativamente débil buscaba defensores en el gobierno para reforzar su posición, se impuso. El movimiento independiente sindical presagiado por los obreros de las bananeras en 1928 no llegó a fructificar.
¿Y qué sucedió con la United Fruit Company y con los trabajadores de las bananeras? Aunque algunos de los obreros originales habían muerto o habían abandonado la región, la United Fruit Company pronto encontró reemplazos entre los cientos de desempleados que, con la depresión de 1929, inundaron la región desde otras partes del país. En 1930, muy lentamente, comenzaron a aparecer comités de trabajadores en las plantaciones de la zona. José Garibaldi Russo, que tuvo un papel importante en la huelga de 1928, ayudó a impulsar estas actividades. Muchas personas de la región asociadas con el Partido Comunista Colombiano recientemente formado, también hicieron su parte. En 1934 ocurrió una huelga —la primera desde 1928— y todos temían que terminaría otra vez con sangre. Esto, sin embargo, no sucedió. El gobierno de Alfonso López Pumarejo intervino para obligar a la United Fruit Company a negociar, y el primer pacto entre la compañía y sus obreros, el Pacto Auli-Garcés Navas, se firmó. El reconocimiento legal reforzó la organización laboral en la zona por algún tiempo, y se estableció el primer sindicato regional de alguna efectividad.
La posición obrera se erosionó en los años siguientes, sin embargo, ante el deterioro gradual de la economía bananera. Debido a la gran huelga de 1929 y a la depresión mundial que la siguió, la United Fruit Company recortó su producción bananera en Colombia. El período de prosperidad de los años veinte se había ido para siempre. Plagas, deterioro del suelo, problemas laborales y el incremento de la intervención del gobierno hicieron que la United Fruit Company concentrará sus esfuerzos en otros países del mundo. Un aumento en la producción bananera a finales de los años treinta fue seguido por otra recesión a principio de los años cuarenta, cuando las condiciones impuestas por la guerra obligaron a la compañía a suspender totalmente las exportaciones de banano desde Colombia, por cinco años. Después de la Segunda Guerra Mundial, la United Fruit Company perdió su monopolio en la región de Ciénaga y se retiró de la producción, vendiendo o alquilando muchos de sus terrenos a cultivadores colombianos. La decisión de la United Fruit Company de no volver a involucrarse directamente en la producción socavó la unidad del movimiento obrero. Los sindicatos se fraccionaron, sus miembros mermaron y las condiciones de vida de los obreros declinaron. Al principio de los años setenta, la United Fruit Company abandonó totalmente la zona de Ciénaga.